# 尚典
尚 典（しょう てん、1864年9月2日（同治3年8月2日） - 1920年（大正9年）9月20日）は、琉球王国最後の世子、日本の政治家。中城王子。位階は従二位。勲等は勲四等。

## 生涯
最後の琉球国王である尚泰王の長男として生まれる。琉球処分後に東京府に移住する。父の没後、第二尚氏の第20代当主となった。侯爵を襲爵し、貴族院議員などを歴任した。

## 年譜

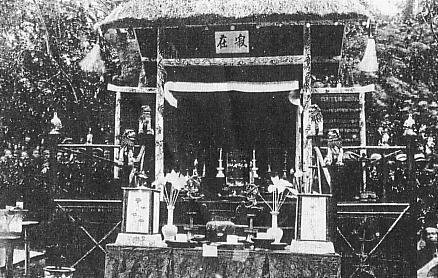
尚典侯の葬儀

- 1864年（同治3年）9月2日 - 尚泰王の世子として誕生する。
- 1874年（同治13年）9月22日 - 久米具志川間切を加増される。
- 1878年（光緒4年）
  - 6月19日 - 元服。
  - 9月20日 - 金武按司朝穏の娘・真如戸金と婚姻。
- 1879年（光緒5年、明治12年）
  - 琉球処分で東京に移住するよう命ぜられ、上京。
  - 6月17日 - 従五位に叙される。
- 1888年（明治21年）9月11日 - 長男・尚昌誕生。
- 1901年（明治34年）
  - 8月30日 - 父・尚泰の死去により、侯爵を襲爵。
  - 8月31日 - 貴族院侯爵議員に就任[2]。
- 1920年（大正9年）9月20日 - 首里邸において死去。尚家歴代の墓所である玉陵に納骨された。

## 栄典
位階
- 1897年（明治30年）7月3日 - 正四位[4]
- 1902年（明治35年）12月20日 - 従三位[5][6]
- 1909年（明治42年）12月27日 - 正三位[7]
- 1918年（大正7年）1月10日 - 従二位[8]

勲章等
- 1906年（明治39年）4月1日 - 勲四等旭日小綬章[9]
- 1915年（大正4年）11月10日 - 大礼記念章[10]

## 家族
- 父：尚泰
- 母：佐敷按司加那志
- 妻：祥子（野嵩按司加那志、金武御殿13世・金武朝穏の長女、童名・真嘉戸金、1865年（同治3年）7月16日生）
- 子女 
  - 長女：延子 - 今帰仁御殿3世・今帰仁朝英に嫁ぐ
  - 長男：昌
  - 次男：景（1889年（明治22年）9月生）
  - 三男：旦（1890年（明治23年）11月28日生）
  - 四男：暢（1899年（明治32年）2月生）